# Elena Gorčakova
Elena Egorovna Gorčakova (in russo Елена Егоровна Горчакова?; Mosca, 17 maggio 1933 – 27 gennaio 2002) è stata una giavellottista sovietica.

## Biografia
Sin dall'adolescenza Gorčakova era tra le migliori giavellottiste al mondo. Fu selezionata per partecipare ai Giochi olimpici di Helsinki, dove conquistò la medaglia di bronzo. Nei 10 anni successivi continuò a figurare nella classifica delle migliori dieci lanciatrici su scala mondiale, ma, a causa di dissidi all'interno della squadra nazionale, non fu mai selezionata per rappresentare l'Unione Sovietica in manifestazioni internazionali fino ai campionati europei del 1962, dove si piazzò all'ottavo posto.
Nel 1955 vinse la sua prima medaglia d'argento ai campionati nazionali sovietici, mentre nel 1961 e 1962 si aggiudicò la medaglia di bronzo. Nel 1963 divenne campionessa sovietica del lancio del giavellotto. Nel 1964 prese parte ai Giochi olimpici di Tokyo e, nonostante non fosse tra le favorite, vinse la medaglia di bronzo e, durante le qualificazioni, fece registrare il record del mondo nel lancio del giavellotto con la misura di 62,40 m (la gara fu vinta dalla romena Mihaela Peneș con 60,54 m).
Nel 1965 vinse il suo secondo titolo nazionale e nel 1966 partecipò ai campionati europei di Budapest, arrivando quarta in finale.

## Record nazionali
- Lancio del giavellotto: 62,40 m  ( Tokyo, 16 ottobre 1964)

## Palmarès
| Anno | Manifestazione  | Sede     | Evento                 | Risultato | Prestazione | Note |
| ---- | --------------- | -------- | ---------------------- | --------- | ----------- | ---- |
| 1952 | Giochi olimpici | Helsinki | Lancio del giavellotto | Bronzo    | 49,76 m     |      |
| 1961 | Universiadi     | Sofia    | Lancio del giavellotto | Oro       | 51,39 m     |      |
| 1962 | Europei         | Belgrado | Lancio del giavellotto | 8ª        | 46,74 m     |      |
| 1964 | Giochi olimpici | Tokyo    | Lancio del giavellotto | Bronzo    | 57,06 m     |      |
| 1966 | Europei         | Budapest | Lancio del giavellotto | 4ª        | 55,96 m     |      |

## Campionati nazionali
- 3 volte campionessa sovietica assoluta del lancio del giavellotto

## Altre competizioni internazionali
1965
- Coppa Europa di atletica leggera ( Kassel)